# Wendi und Brenda Turnbaugh
Wendi Lou und Brenda Lea Turnbaugh (* 13. August 1977 in San Fernando Valley, Kalifornien) sind zwei ehemalige US-amerikanische Schauspielerinnen.
Die Zwillinge wurden durch die Serie Unsere kleine Farm bekannt. Von 1978 bis 1982 spielten sie in 62 Folgen die Rolle der Grace Ingalls, der jüngsten Tochter der Farmerfamilie Ingalls. Anschließend waren beide noch in einem Werbespot zu sehen, ehe sie sich vom Schauspielgewerbe zurückzogen. 
Wendi ist seit 1999 mit Joshua Lee verheiratet; Brenda heiratete 1996 Adam Weatherby. Beide haben jeweils zwei Kinder. 